# Эль-Марг
Эль-Марг (араб. المرج‎, [elˈmæɾɡ]) — округ на северо-востоке Каира, граничит с округом Кальюбия недалеко от города Шубра-эль-Хейма. 1 апреля 1994 года он был отделен от района Ас-Салам, расположенного к югу от Эль-Марга. Площадь округа 16,94 квадратных километров. Эль-Марг густонаселенный район Египта. Население его постоянно растёт. Составляло 251 589 человек по переписи 1996 года увеличилось до 507 035 в 2006 году.